# 3110 Wagman
3110 Wagman este un asteroid din centura principală, descoperit pe 28 septembrie 1975 de Henry Giclas.